# Phelsuma parkeri
Phelsuma parkeri es una especie de escamosos de la familia Gekkonidae. Es endémica de la isla de Pemba (Tanzania).